# Turkiet i olympiska vinterspelen 1936
Turkiet deltog med sex deltagare vid de olympiska vinterspelen 1936 i Garmisch-Partenkirchen. Ingen av landets deltagare erövrade någon medalj.